# John Lederer
John Lederer, né en 1644 à Hambourg, est un médecin et explorateur allemand.

## Biographie
Après ses études de médecine à Hambourg, il émigre en Virginie (1668), William Berkeley lui confie la direction de trois voyages d'explorations dans les Appalaches (1669-1670). Il est ainsi le premier européen à visiter les Blue Ridge Mountains, la vallée de Shenandoah et les Alleghanies.
Installé dans le Maryland dès 1671, il y publie le récit de ses expéditions dans le bassin du Mississippi en 1672.